# Grayson Murphy
Grayson Murphy (Franklin, Tennessee; 4 de febrero de 1999) es un baloncestista estadounidense que pertenece a la plantilla de los South Bay Lakers de la G League. Con 1,91 metros de estatura, juega en la posición de base.

## Trayectoria deportiva

### Universidad
Jugó cinco temporadas con los Bruins de la Universidad Belmont, en las que promedió 9,3 puntos, 6,3 rebotes, 5,9 asistencias y 2,1 robos de balón por partido. Fue incluido en el mejor quinteto de la Ohio Valley Conference en sus tres últimas temporadas, y además fue considerado como el mejor jugador defensivo de la conferencia en 2020 y 2021.

#### Estadísticas
| Año     | Equipo  | PJ  | PT  | MPP  | %TC  | %3P  | %TL  | RPP | APP | ROB | TPP | PPP  |
| ------- | ------- | --- | --- | ---- | ---- | ---- | ---- | --- | --- | --- | --- | ---- |
| 2017–18 | Belmont | 4   | 0   | 12.5 | .450 | .000 | .000 | 1.5 | 1.8 | .5  | .0  | 4.5  |
| 2018–19 | Belmont | 33  | 33  | 29.8 | .491 | .355 | .563 | 4.4 | 6.5 | 1.6 | .1  | 9.6  |
| 2019–20 | Belmont | 33  | 33  | 29.8 | .522 | .338 | .571 | 7.4 | 6.2 | 2.6 | .2  | 9.8  |
| 2020–21 | Belmont | 28  | 28  | 30.5 | .589 | .357 | .742 | 8.0 | 5.8 | 2.3 | .4  | 10.9 |
| 2021–22 | Belmont | 33  | 33  | 31.1 | .526 | .250 | .472 | 6.1 | 5.8 | 2.3 | .3  | 7.7  |
| Total   | Total   | 131 | 127 | 29.8 | .528 | .322 | .575 | 6.3 | 5.9 | 2.1 | .2  | 9.3  |

### Profesional
Tras no ser elegido en el Draft de la NBA de 2022, el 18 de agosto firmó su primer contrato profesional con el Phoenix Hagen, de la ProA, la segunda división alemana. Jugó una temporada en la que promedió 7,7 puntos, 6,7 asistencias y 5,8 rebotes por partido.
El 31 de julio de 2023 firmó con los Dresden Titans, también de la ProA alemana. Jugó una temporada, en la que promedió 13,8 puntos, 7,8 rebotes y 4,5 asistencias por encuentro.
Disputó la Liga de Verano de la NBA con Los Angeles Lakers, franquicia con la que firmó contrato el 18 de octubre, pero fue despedido al día siguiente. El 26 de octubre, se unió a su filial en la G League, los South Bay Lakers.